# Mlinica i stupa zvana Benzonova ili Antonicina
Mlinica i stupa zvana Benzonova ili Antonicina su zaštićeno kulturno dobro u Žrnovnici.

## Opis dobra
Sagrađena je u 19. stoljeću. Mlinica i stupa zvana „Benzonova“ ili „Antonicina“ nalazi se na rječici Žrnovnici. Mlinica je tipa kašikara, ima dva mlina koja su i danas u upotrebi, te je očuvana stupa što je rijetkost na području Dalmacije gdje ih je nekad bilo od sedamnaestak. Voda se dovodi jažom i žlijebom. Građena je od pritesanog kamena vezanog vapnenim mortom. Krov je na dvije vode pokriven kamenom pločom, a sljeme je pokriveno kupom kanalicom. Ulazna vrata su na južnoj strani s nadvratnikom i dovratnicima od kamena iz više dijelova te drvenim jednokrilnim vratima. Jedan je prozorčić na južnoj, a jedan na zapadnoj strani. Ostakljeni su i osigurani željeznim šipkama.

## Zaštita
Pod oznakom Z-5122 zavedene su kao nepokretno kulturno dobro - pojedinačno, pravna statusa zaštićena kulturnog dobra, klasificiranog kao profana graditeljska baština, javne građevine.